# District de Karongi
Le district de Karongi se trouve sur les bords du Lac Kivu, dans la Province de l'Ouest du Rwanda.
Il se compose de 13 secteurs (imirenge) : bw (?), Gishyita, Gishari, Gitesi, Mubuga, Murambi, Murundi, Mutuntu, Rubengera, Rugabano, Ruganda, Rwankuba et Twumba.
Selon le recensement de 2022, le district compte 373 869 habitants.
Le chef-lieu est Rubengera. La ville de Kibuye est la capitale provinciale.
Karongi est connu pour être une destination touristique majeure grâce à sa proximité avec le lac Kivu.
Il y a plusieurs stations balnéaires et hôtels, en particulier autour de la ville de Kibuye, qui est aussi la capitale provinciale et une station balnéaire importante du Rwanda.
Parmi les attractions populaires, on trouve l’île Napoléon, connue pour ses chauves-souris frugivores, et des sentiers de randonnée fournis par le district.
D’autres îles comme l’île des Singes, avec une petite population de singes vervets, et l’île Amahoro ou île de la Paix sont également des lieux d’intérêt.
La pêche nocturne traditionnelle est une autre source de tourisme pour le district.
Le district est également divisé en 13 secteurs administratifs.
Karongi offre une combinaison de beauté naturelle et d’activités culturelles qui attirent les visiteurs du monde entier.

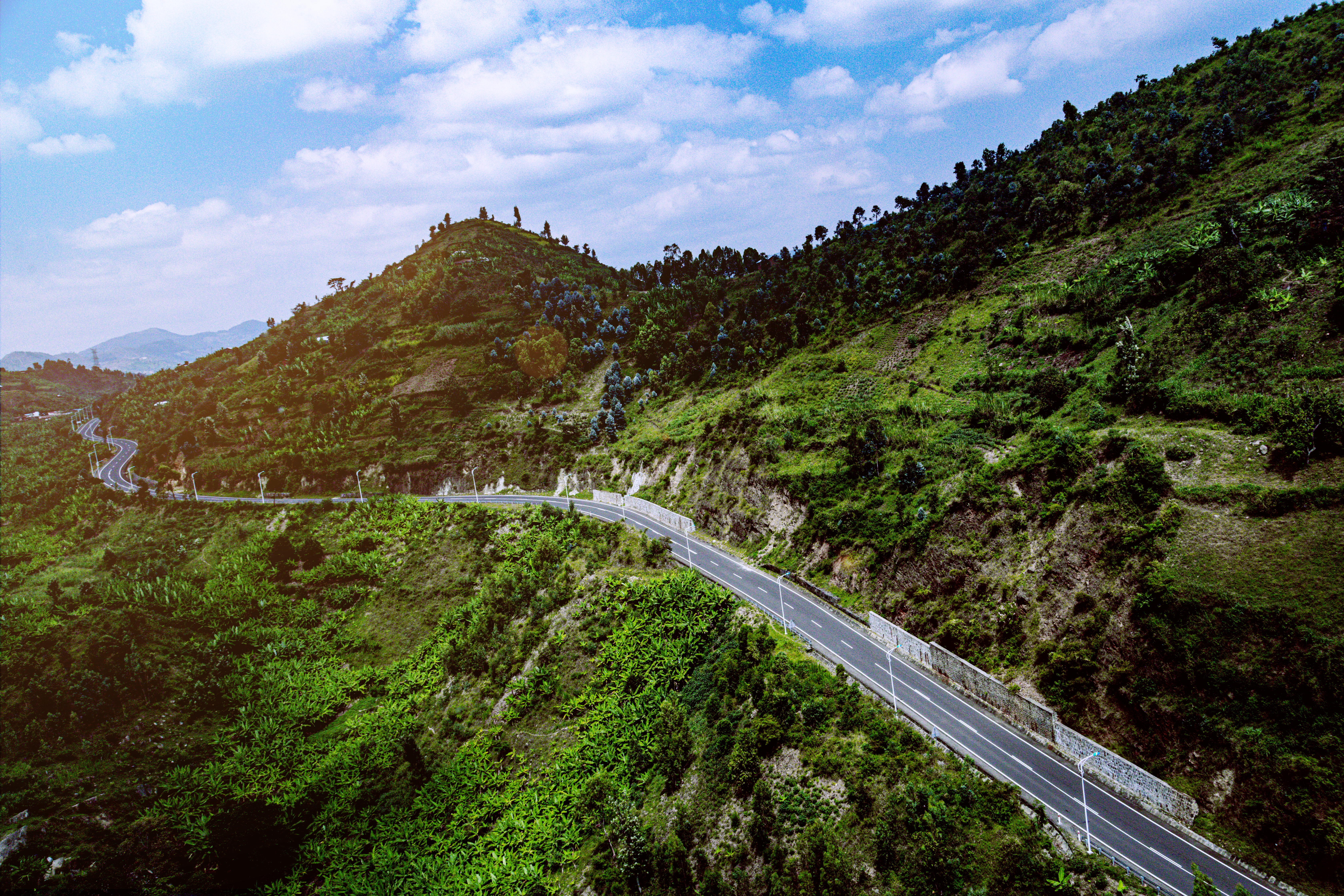
Route de ceinture du lac Kivu. 2019
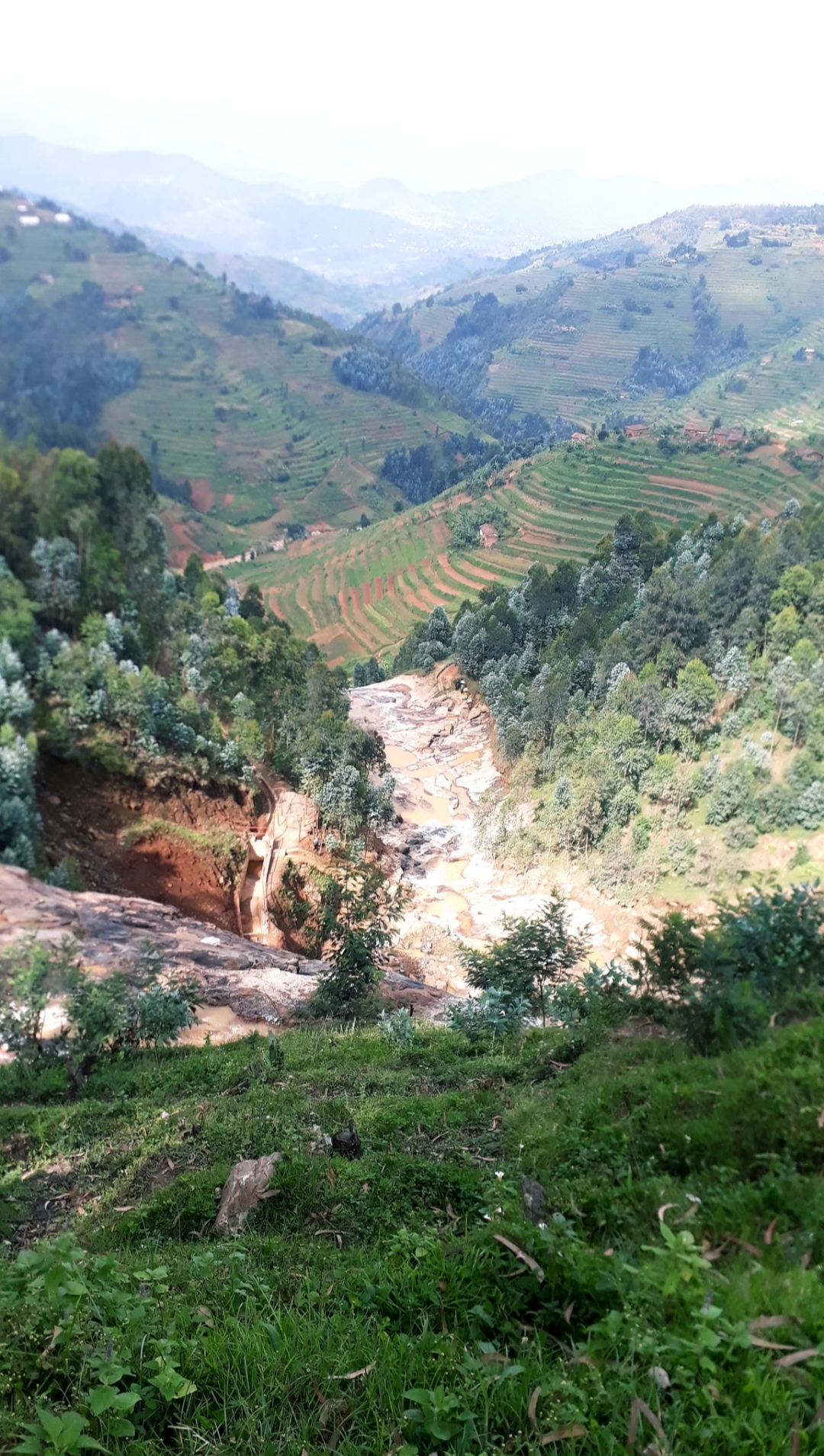
Paysage depuis le Ndaba, à 20 km de Karongi. Ce rocher offre une eau abondante et douce.